# 20th Century Studios Home Entertainment
20th Century Studios Home Entertainment anciennement nommé CBS/Fox Video et FoxVideo est une société de distribution de film fondée en 1982 par et pour la 20th Century Fox.

## Historique
Au début de l'année 1977, 20th Century Fox accorde une licence à RCA pour distribuer des films de son catalogue sur son système propriétaire de vidéo cassettes. Le 5 août 1977, 20th Century Fox accorde une licence similaire à Magnetic Video pour un catalogue de 100 films d'avant 1973, films ayant déjà finaliser leur cycle de sortie en salles  à la télévision et en syndication, (voir Chronologie des médias). Le contrat prévoit le lancement de 50 titres à partir d'octobre 1977 En février 1978, la Fox a accordé 21 titres supplémentaires et les ventes mensuelles atteignent le demi million de dollars au point que Magnetic Video a des difficultés à répondre à la demande. L'entreprise est une succès et étoffe rapidement son catalogue. Un article du San Francisco Examiner d'août 1978 évoque l'explosion du marché de la cassette vidéo et rappelle que la Fox est le premier studio à s'être lancé sur ce marché.
Le 22 novembre 1978, la  20th Century Fox propose à Andre Blay d'acheter sa participation de 65% dans Magnetic Video pour 7,2 millions d'USD, achat prévu pour être finalisé en février 1979. Fox prévoit d'intégrer la société comme une filiale. La transaction est finalisée le 14 mars 1979.